# Oláhkocsárd
Oláhkocsárd (románul: Cucerdea) falu Maros megyében, Erdélyben, Oláhkocsárd község központja.

## Fekvése
A községen a DN 14A út halad keresztül. Dicsőszentmártontól 10 km-re és Radnóttól pedig 6 km-re fekszik.

## Története
Nevét az oklevelek 1278-ban említették először Kuchard néven, mint Ravasz fia Mihály birtokát, mely Dicsőszentmártonnal volt határos.
1332-ben Kohard néven írták, neve szerepelt a pápai tizedjegyzékben is, ez évben papja 22, illetve 15 dénár pápai tizedet fizetett.
1360-ban Kochar, 1494-ben Kochordnak írták nevét.
1505-ben Kochard több család: így a Kendi, Balavásári Baládfi, Kendhidai, Szilvási, Eczeli Tabiási és más családok birtoka volt.
1733-ban Kocsárd, 1750-ben Kucserde, 1760-ban Oláh Kotsárd, 1805-ben Oláh-Kocsárd 1913-ban Oláhkocsárd.
A 20. század elején Kis-Küküllő vármegye Radnóti járásához tartozott.

## Népessége
1910-ben 1054 lakosa volt, ebből 56 magyar, 976 román volt, melyből 492 görögkatolikus, 43 református, 493 görögkeleti ortodox volt.
2002-ben Oláhkocsárdon 1707 személy lakott, amelyből 1.689 román, 7 magyar és 11 roma.

## Híres személyek
- Itt született 1811-ben Ioan Maiorescu román nyelvész, történetíró, tanfelügyelő és gimnáziumi igazgató.